# Consejo Parlamentario

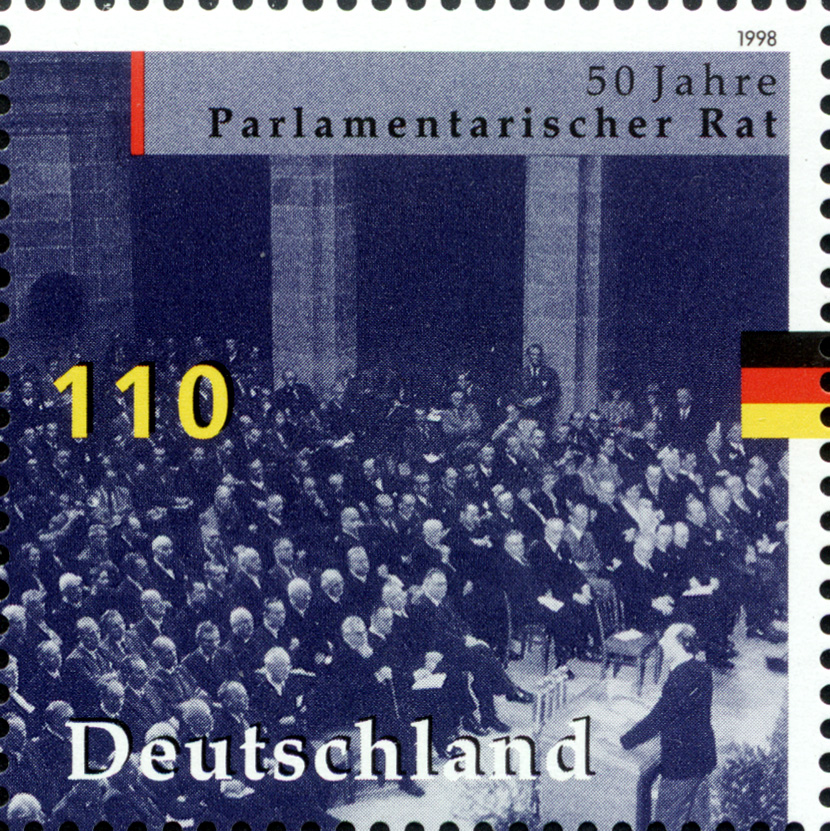
Sello conmemorativo del Consejo Parlamentario

El Consejo Parlamentario (en alemán: Parlamentarischer Rat) fue la asamblea constituyente de Alemania Occidental  que redactó y adoptó la Ley Fundamental para la República Federal de Alemania, promulgada el 23 de mayo de 1949.

## Convocatoria
El Consejo fue implementado por los ministros-presidentes de los once estados de Alemania dentro de las tres zonas de ocupación aliadas occidentales e inaugurado el 1 de septiembre de 1948. Incluyó a 70 delegados estatales seleccionados por los parlamentos regionales (Landtag) específicamente para este propósito (incluidos cinco representantes de Berlín Occidental sin derecho a voto), muchos de ellos ministros de estado, funcionarios gubernamentales o académicos jurídicos. Los diputados se basarían en un borrador de documento preparado por la convención constitucional de Herrenchiemsee celebrada en agosto.
El Consejo fue inaugurado oficialmente por el ministro presidente de Renania del Norte-Westfalia, Karl Arnold, como anfitrión. El segundo orador fue el ministro-presidente de Hesse, Christian Stock, como director de la Conferencia Ministerial de los Estados Federados. El lugar de la ceremonia de apertura tuvo lugar en la gran sala del Museo Koenig en Bonn, una decisión preliminar en vista de la capital "provisional" de un futuro Estado de Alemania Occidental, que los ministros presidentes habían adoptado en una convención en Düsseldorf el 11 de octubre de 1948 (la otra opción era Frankfurt). La asamblea eligió al político democristiano Konrad Adenauer, exalcalde de Colonia, como su presidente. Las sesiones ordinarias del Consejo Parlamentario se llevaron a cabo en el edificio cercano de la Academia Pedagógica.
Los delegados de la Unión Demócrata Cristiana (CDU) ya habían formado una facción unida con sus colegas de la Unión Social Cristiana de Baviera (CSU), al igual como el Partido Demócrata Libre (FDP) había hecho lo propio con el Partido Liberal Demócrata de Hesse y el Partido Democrático Popular (DVP) de Württemberg-Baden y Württemberg-Hohenzollern. Los 65 miembros votantes incluyeron 27 demócratas cristianos, 27 socialdemócratas (SPD) liderados por Carlo Schmid y cinco liberales bajo Theodor Heuss. Además, el Partido Comunista (KPD), el Partido Alemán (DP) y el Partido de Centro (DZP) enviaron dos delegados cada uno. Cuatro de los 65 delegados eran mujeres: Elisabeth Selbert (SPD), Friederike Nadig (SPD), Helene Weber (CDU) y Helene Wessel (DZP). El diputado del SPD, Paul Löbe, había sido presidente del Reichstag desde 1925 hasta 1932, cuando fue sucedido por Hermann Göring.

### Composición
| Distribución de escaños en el Consejo Parlamentario | Distribución de escaños en el Consejo Parlamentario | Distribución de escaños en el Consejo Parlamentario | Distribución de escaños en el Consejo Parlamentario | Distribución de escaños en el Consejo Parlamentario | Distribución de escaños en el Consejo Parlamentario | Distribución de escaños en el Consejo Parlamentario | Distribución de escaños en el Consejo Parlamentario | Distribución de escaños en el Consejo Parlamentario | Distribución de escaños en el Consejo Parlamentario |
| Zona                                                | Escaños                                             | Estado federado                                     | CDU/CSU                                             | SPD                                                 | FDP                                                 | DZP                                                 | DP                                                  | KPD                                                 | Total                                               |
| --------------------------------------------------- | --------------------------------------------------- | --------------------------------------------------- | --------------------------------------------------- | --------------------------------------------------- | --------------------------------------------------- | --------------------------------------------------- | --------------------------------------------------- | --------------------------------------------------- | --------------------------------------------------- |
| Zona de ocupación estadounidense                    | 25                                                  | Baviera                                             | 8                                                   | 4                                                   | 1                                                   | –                                                   | –                                                   | –                                                   | 13                                                  |
| Zona de ocupación estadounidense                    | 25                                                  | Bremen                                              | –                                                   | 1                                                   | –                                                   | –                                                   | –                                                   | –                                                   | 1                                                   |
| Zona de ocupación estadounidense                    | 25                                                  | Hesse                                               | 2                                                   | 3                                                   | 1                                                   | –                                                   | –                                                   | –                                                   | 6                                                   |
| Zona de ocupación estadounidense                    | 25                                                  | Wurtemberg-Baden                                    | 2                                                   | 2                                                   | 1                                                   | –                                                   | –                                                   | –                                                   | 5                                                   |
| Zona de ocupación británica                         | 32                                                  | Hamburgo                                            | 1                                                   | 1                                                   | –                                                   | –                                                   | –                                                   | –                                                   | 2                                                   |
| Zona de ocupación británica                         | 32                                                  | Baja Sajonia                                        | 2                                                   | 4                                                   | 1                                                   | –                                                   | 2                                                   | –                                                   | 9                                                   |
| Zona de ocupación británica                         | 32                                                  | Renania del Norte-Westfalia                         | 6                                                   | 6                                                   | 1                                                   | 2                                                   | –                                                   | 2                                                   | 17                                                  |
| Zona de ocupación británica                         | 32                                                  | Schleswig-Holstein                                  | 2                                                   | 2                                                   | –                                                   | –                                                   | –                                                   | –                                                   | 4                                                   |
| Zona de ocupación francesa                          | 8                                                   | Baden del Sur                                       | 1                                                   | 1                                                   | –                                                   | –                                                   | –                                                   | –                                                   | 2                                                   |
| Zona de ocupación francesa                          | 8                                                   | Renania-Palatinado                                  | 2                                                   | 2                                                   | –                                                   | –                                                   | –                                                   | –                                                   | 4                                                   |
| Zona de ocupación francesa                          | 8                                                   | Wurtemberg-Hohenzollern                             | 1                                                   | 1                                                   | –                                                   | –                                                   | –                                                   | –                                                   | 2                                                   |
| Subtotal                                            | 65                                                  |                                                     | 27                                                  | 27                                                  | 5                                                   | 2                                                   | 2                                                   | 2                                                   | 65                                                  |
| Miembros solo con función de asesoramiento          | 5                                                   | Berlín                                              | 1                                                   | 3                                                   | 1                                                   | –                                                   | –                                                   | –                                                   | 5                                                   |
| Total                                               | 70                                                  |                                                     | 28                                                  | 30                                                  | 6                                                   | 2                                                   | 2                                                   | 2                                                   | 70                                                  |

## Actas
El objetivo principal del Consejo era preparar una nueva constitución para Alemania, extrayendo así lecciones del fracaso de la República de Weimar y el surgimiento del nazismo, con el fin de restablecer un Estado Federal basado en una democracia estable, el bienestar y el Rechtsstaat. El proyecto declaraba inviolable la dignidad humana, y estipulaba que respetarla y protegerla era deber de toda autoridad estatal. Estos principios básicos fueron explícitamente declarados irreversibles por la llamada cláusula de eternidad. Para distinguirlo de las repúblicas populares recientemente establecidas detrás del telón de acero, el borrador enfatizaba un sistema parlamentario y la separación de poderes, todos ligados a la constitución. Incluía una carta de derechos fundamentales y el derecho de acceso a los tribunales.
El Canciller de Alemania como  jefe de gobierno estaba autorizado a elaborar las directrices de las políticas, mientras que los poderes del presidente de Alemania como jefe de Estado eran limitados. Como consecuencia de las mociones destructivas en el antiguo Reichstag, el proyecto implementó la moción de censura constructiva, después de lo cual el Canciller solo podía ser destituido del cargo por el Bundestag si un futuro sucesor tenía el apoyo de la mayoría. El concepto de Streitbare Demokratie también incluyó la implementación del Tribunal Constitucional Federal como un órgano judicial independiente. Su preámbulo declaró la obligación de lograr la unidad alemana y el proyecto también preveía la adhesión de "otras partes de Alemania", ya que se aplicó a la unión del antiguo Protectorado del Sarre en 1957 y la reunificación alemana en 1990. Los Aliados Occidentales insistieron en el estatus especial de Berlín, razón por la cual los diputados del Bundestag de Berlín Occidental no tenían derecho a voto.
El Consejo adoptó la nueva constitución el 8 de mayo de 1949, con 53 votos contra 12, contra los votos de los delegados del Partido Comunista, del Partido Alemán y del Centro, así como contra los votos de seis de los ocho representantes de la CSU. También redactó la Ley Electoral ("Wahlgesetz") para las primeras elecciones al Bundestag de 1949 (que más tarde fue reemplazada por la "Bundeswahlgesetz"). El borrador fue aprobado por los tres Comandantes Supremos de Occidente el 12 de mayo, al igual que los parlamentos estatales, a excepción del Parlamento Regional Bávaro debido a una supuesta realización insuficiente del principio de federalismo, sabiendo que el consentimiento de dos tercios de los parlamentos estatales era suficiente para la promulgación. Posteriormente, la Ley Fundamental se firmó y promulgó formalmente el 23 de mayo. El Consejo Parlamentario se desmanteló una vez cumplido su propósito, es decir, tras la ratificación y promulgación de la primera Ley Electoral en agosto del mismo año, en preparación de las elecciones federales de 1949, que, entre otras cosas, la Ley Fundamental había dejado como tarea pendiente.